# 이우주 (1988년생 배우)
이우주(1988년 1월 19일 ~ )는 대한민국의 배우이다.

## 학력
- 뉴옥 주립대학교 영화과 졸업

## 출연 작품

### 영화
- 2020년 영화 《장롱》

### 드라마
- 2015년 ~ 2018년  넷플릭스 오리지널 미국 드라마 《Sense 8》
- 2017년  MBC 월화 미니시리즈 《왕은 사랑한다》
- 2019년  TV조선 일요 미니시리즈 《레버리지: 사기조작단》
- 2019년  JTBC 금토 미니시리즈 《나의 나라》
- 2019년  SBS 드라마스페셜 《닥터 탐정》
- 2019년  SBS 금토 미니시리즈 《배가본드》
- 2021년  넷플릭스 오리지널 드라마 《좋아하면 울리는 시즌 2》
- 2022년  KBS2 저녁 일일드라마 《황금 가면》 ... 정태훈 역
- 2022년 ~ 2023년 KBS1 저녁 일일연속극 《내 눈에 콩깍지》 ... 오수완 역
- 2024년  MBC 금토 미니시리즈 《수사반장 1958》 ... 스티브 역